# Jonathan Jiménez
Jonathan David Jiménez Guzmán (San Salvador, 12 luglio 1992) è un calciatore salvadoregno, centrocampista dell'Alianza e della Nazionale salvadoregna.

## Caratteristiche tecniche
È un esterno destro.

## Carriera

### Club
Ha cominciato a giocare al San Salvador. Nel 2015 è passato al FAS. Nel 2017 è stato acquistato dall'Alianza.

### Nazionale
Ha debuttato in Nazionale il 17 novembre 2015, in El Salvador-Canada (0-0), subentrando a Dustin Corea al minuto 65. Ha partecipato, con la Nazionale, alla CONCACAF Gold Cup 2019.